# モントリオール国際ジャズフェスティバル
モントリオール国際ジャズフェスティバル（英: Montreal International Jazz Festival、仏: Festival International de Jazz de Montréal）は、カナダ・ケベック州モントリオールで毎年6月下旬から7月上旬にかけて開催される世界最大のジャズ・フェスティバルである。期間中650のライブ（うち450が無料ライブ）が行われ、30カ国以上3000組のアーティストが出演している。

## 歴史
1970年代、モントルー・ジャズ・フェスティバルやニューポート・ジャズ・フェスティバルに対抗するため、この音楽祭を計画した。1980年に初開催。